# Heiko
Heiko ist ein männlicher Vorname.

## Herkunft und Bedeutung
Heiko ist die niederdeutsche Form und Kosevariante (Kurzform) des männlichen Vornamens Heinrich. Die erste urkundliche Erwähnung findet sich im 13. Jahrhundert im niederdeutschen Siedlungsgebiet (Varianten und Bedeutung siehe bei Heinrich).

## Namenstag
- 8. Januar

## Bekannte Namensträger
- Heiko Awizus (* 1966), deutscher Eishockeyspieler
- Heiko Balz (* 1969), deutscher Ringer
- Heiko Bellmann (1950–2014), deutscher Zoologe
- Heiko Bonan (* 1966), deutscher Fußballspieler
- Heiko Burmeister (* 1965), deutscher Handballspieler und -trainer
- Heiko Butscher (* 1980), deutscher Fußballspieler
- Heiko Daxl (1957–2012), deutscher Medienkünstler und Kurator
- Heiko Dietz (* 1967), deutscher Schauspieler
- Heiko Engelkes (1933–2008), deutscher Journalist
- Heiko Fischer (1960–1989), deutscher Eiskunstläufer
- Heiko Folkerts (1930–2007), deutscher Architekt, Pionier des ökologischen Bauens
- Heiko Gerber (* 1972), deutscher Fußballspieler
- Heiko Gigler (* 1996), österreichischer Schwimmer
- Heiko Grimm (* 1977), deutscher Handballspieler
- Heiko Hammel (* 1988), deutscher Rennfahrer
- Heiko Michael Hartmann (* 1957), deutscher Jurist
- Heiko Haumann (* 1945), deutscher Historiker
- Heiko Hecht (* 1977), deutscher Politiker (CDU)
- Heiko Herlofson (* 1969), deutscher Pornodarsteller
- Heiko Herrlich (* 1971), deutscher Fußballspieler
- Heiko Hoffmann (* 1935), deutscher Politiker (CDU)
- Heiko Kleibrink (* 1973), deutscher Tanzsportler
- Heiko Kröger (* 1966), deutscher Segler
- Heiko Laux, deutscher Techno-Produzent
- Heiko Laeßig (* 1968), deutscher Fußballspieler
- Heiko Lange (* 1938), deutscher Wirtschaftsmanager
- Heiko Lochmann (* 1999), deutscher Sänger
- Heiko Lueken (1942–2016), deutscher Chemiker und Hochschullehrer
- Heiko Maas (* 1966), deutscher Politiker (SPD)
- Heiko Meyer (* 1976), deutscher Wasserspringer
- Heiko Augustinus Oberman (1930–2001), niederländischer Professor für Kirchengeschichte
- Heiko Paluschka (* 1968), deutscher Fernsehmoderator
- Heiko Peschke (* 1963), deutscher Fußballspieler
- Heiko Petersen (* 1980), deutscher Fußballspieler
- Heiko Reissig (* 1966), deutscher Sänger, Schauspieler und Regisseur
- Heiko Ruprecht (* 1972), deutscher Schauspieler
- Heiko Salzwedel (1957–2021), deutscher Radsporttrainer und Radsportler
- Heiko Scholz (* 1966), deutscher Fußballtrainer
- Heiko Schumacher (* 1982), deutscher Baseballspieler
- Heiko Steuer (* 1939), deutscher Mittelalterarchäologe
- Heiko Strohmann (* 1968), deutscher Politiker
- Heiko Thieme (* 1943), deutscher Manager
- Heiko Triebener (* 1964), deutscher Musiker
- Heiko Uecker (1939–2019), deutscher Literaturwissenschaftler
- Heiko Volz (* 1961), deutscher Autor, Journalist und Moderator
- Heiko Waßer (* 1957), deutscher Sportjournalist
- Heiko Weber (* 1965), deutscher Fußballspieler
- Heiko Westermann (* 1983), deutscher Fußballspieler
- Heiko Wohlgemuth (* 1972), deutscher Schauspieler

- Haiko Hirsch (* 1983), deutscher Eishockeyspieler
- Haiko Hörnig (* 1984), deutscher Drehbuch- und Comicautor
- Haiko Pfost (* 1972), deutscher Dramaturg

## Sonstiges
- Heiko war ein Markenname des VEB Füllhalterfabrik Wernigerode für Füllfederhalter.